# Station Steenhuffel
Station Steenhuffel is een voormalig spoorwegstation in de gemeente Steenhuffel aan spoorlijn 61.
In 1952 werd de spoorlijn gesloten en stond het stationsgebouw jarenlang leeg. In 1984 kreeg de VZW Leireken het gebouw in erfpacht van de gemeente. Deze VZW restaureerde het gebouw en maakte er een trefcentrum voor dagrecreanten van.
0,0: Kontich ·
2,0: Edegem ·
3,8: Kontich-Dorp ·
8,8: Reet ·
12,1: Boom-Krekelenberg ·
14,0: Boom ·
18,5: Willebroek ·
21,7: Tisselt-West ·
26,1: Londerzeel-Oost ·
27,5: Londerzeel ·
30,7: Steenhuffel ·
34,2: Peizegem ·
37,4: Opwijk ·
40,3: Nijverseel ·
41,8: Baardegem ·
44,2: Moorsel ·
46,2: Mijlbeke ·
49,3: Aalst